# Shermanbury
Shermanbury – wieś w Anglii, w hrabstwie West Sussex, w dystrykcie Horsham. Leży 38 km na wschód od miasta Chichester i 62 km na południe od Londynu. W 2001 miejscowość liczyła 454 mieszkańców.